# Jarosław Bobylak
Jarosław Iwanowycz Bobylak, ukr. Ярослав Іванович Бобиляк, ros. Ярослав Иванович Бобыляк, Jarosław Iwanowicz Bobylak (ur. 15 września 1961 we Lwowie) – ukraiński piłkarz, grający na pozycji pomocnika, trener piłkarski.

## Kariera piłkarska
Wychowanek Szkoły Sportowej SKA Lwów. Rozpoczął karierę piłkarską w zespole amatorskim Sokił Hajsyn, skąd w 1982 przeszedł do Zirki Kirowohrad. W latach 1988–1991 bronił barw mołdawskiego klubu Zoria Bielce. Po uzyskaniu niepodległości przez Ukrainę debiutował w składzie Kreminia Krzemieńczuk. Podczas przerwy zimowej sezonu 1992/93 powrócił do Zirki Kirowohrad, która zmieniła nazwę na Zirka-NIBAS Kirowohrad. Latem 1994 został piłkarzem zespołu Sirius Krzywy Róg. Na początku 1995 został zaproszony do pierwszoligowego Zakarpattia Użhorod, ale po pół roku odszedł do drugoligowego klubu Haraj Żółkiew, w którym zakończył karierę piłkarza w roku 1998.

## Kariera trenerska
Po zakończeniu kariery piłkarza rozpoczął pracę szkoleniowca. W 2005 przyłączył się do sztabu szkoleniowego Obołoni Kijów, w którym do kwietnia 2006 pomagał Bohdanowi Bławackiemu. Od lipca 2007 pomagał Bławackiemu trenować Podilla-Chmelnyćkyj Chmielnicki, a po jego odejściu został w lipcu 2008 głównym trenerem klubu, z którym pracował do końca 2008. Od 11 lutego 2009 do 18 lipca 2009 pomagał trenować zespół Desna Czernihów, a w 2010 dołączył do sztabu szkoleniowego klubu Hirnyk-Sport Komsomolsk. We wrześniu 2012 został mianowany na stanowisko pełniącego obowiązki głównego trenera klubu Hirnyk-Sport Komsomolsk. Po zakończeniu rundy jesiennej opuścił klub. Od końca 2013 pracuje w DJuSSz-2 w Chmielnickim jako trener futsalu.

## Sukcesy i odznaczenia

### Sukcesy piłkarskie
Zirka-NIBAS Kirowohrad
- brązowy medalista Ukraińskiej Drugiej Ligi: 1994